# Edmonton and Area Land Trust
Edmonton and Area Land Trust (EALT) ist eine regionale gemeinnützige Umweltschutzorganisation in Edmonton, Alberta, Kanada. Die Organisation unterstützt in der Edmonton Region die Erhaltung natürlicher Landschaften. EALT ist als gemeinnützige Organisation bei der Canada Revenue Agency registriert und am Schutz von sieben Naturschutzgebieten rund um die Stadt Edmonton beteiligt, weitere sollen hinzukommen.

## Vision, Mission, Werte

### Vision
Die Vision von Edmonton and Area Land Trust ist eine Region, in der natürliche Ökosysteme geschätzt und für künftige Generationen erhalten werden. Sie sollen einen wichtigen Einfluss auf das soziale, wirtschaftliche und ökologische Leben der Bewohner nehmen.

### Mission
EALT soll eine Führungsrolle beim Auswählen, Sichern und Schützen natürlicher regionaler Ökosysteme einnehmen. Die geschützten ökologisch- und kulturell bedeutsamen Landschaften der Region sollen in erster Linie zur Erholung und Freizeit der gegenwärtigen und zukünftigen Bürger genutzt werden.

### Werte
Vorteile durch natürliche Ökosysteme sollen durch Respekt vor der Natur und verantwortungsvolle Verfahren in allen Maßnahmen erzielt werden. Verantwortung gegenüber der Bevölkerung, Engagement und das Fördern innovativer Partnerschaften sollen bei der Umsetzung des Umweltschutzes maßgebend sein.

## Aufgabe
- Erhalt, Schutz und Wiederherstellung natürlicher Landschaften von ökologischer Bedeutung in Edmonton und seiner Umgebung, einschließlich Wasserressourcen, kulturell bedeutsamer Landschaften und Ökosystemen.
- Sammeln von Spenden und Geldern um Landschaften angemessen zu sichern und verwalten, Bildungsarbeit zu leisten und anderen Aufgaben einer Umweltschutzorganisation nachzugehen.
- Förderung und Verbreitung von umweltbewussten Verwaltungsmethoden bei regionalen Grundbesitzern.
- Die Öffentlichkeit über die Wichtigkeit und Bedeutung des Erhaltens natürlicher Landschaften aufzuklären. Unter anderem durch die Organisation von öffentlichen Seminaren, Kursen, Konferenzen und Bildungsmaßnahmen.
- Die Förderung und Unterstützung von Forschung die für das Verständnis und der Erhaltung natürlicher Ökosysteme erforderlich ist.[6][7]

## Methoden
EALT nutzt drei prinzipielle Ansätzen, um Umweltschutz zu betreiben:
- Erwerb von Grundstücken durch Kauf oder Schenkung
- Landschaftsschutz Verträge[10]
- Bildung und Verwaltung

## Geschichte
EALT wurde im Jahr 2007 durch sechs Institutionen gegründet.
- City of Edmonton
- Edmonton Community Foundation
- Edmonton Nature Club
- Urban Development Institute - Greater Edmonton Chapter
- Land Stewardship Centre of Canada
- Legacy Lands Conservation Society

## Naturschutzgebiete
EALT erwirbt und schützt ökologisch bedeutsame Gebiete in der Edmonton Region, einschließlich Camrose County, Leduc County, Parkland County, Strathcona County, Sturgeon County und Wetaskiwin County. Die Naturschutzgebiete kommen zusammen auf eine Fläche von ca. 8,4 km². (Stand Januar 2016) Nach dem Erwerb eines neuen Schutzgebietes erstellt EALT einen Ausgangsdatenbericht, auf dem Landschaftsmerkmale sowie Flora und Fauna dokumentiert sind. Anschließend wird ein Managementplan erstellt, um zukünftige Maßnahmen zu beschließen. EALT arbeitet eng mit anderen gemeinnützigen Organisationen zusammen um weitere Schutzgebiete zu erwerben. Die Organisation ist auf die Unterstützung durch Freiwillige angewiesen um Feldarbeit durchzuführen, dazu gehören auch lokale Pfadfindergruppen oder Studenten. Wildtierobservation und die Bekämpfung von invasivem Unkraut gehören zu den häufigsten Tätigkeiten und erfordern jährliche Aufmerksamkeit. EALT unterstützt Geocaching und hat ein Dutzend Geocaches mit Informationen über die Edmonton Region auf sechs der Schutzgebiete installiert.